# Liste des princes de Transylvanie
La liste des monarques de Transylvanie réunit les voïvodes et les princes qui ont régné sur la principauté de Transylvanie.

## Historique
Selon la Gesta Hungarorum, le premier duc des Valaques et des Slaves de Transylvanie serait Gelou, vaincu et tué par les Magyars pendant leur conquête du bassin du moyen-Danube, au début du Xe siècle. Le duché de Gelou se soumet à Árpád lors du traité d'Esküllő.
Par la suite, la principauté de Transylvanie, autonome au sein de la Hongrie, conserve ses propres institutions et lois : progressivement l'aristocratie valaque et slave devient hongroise et catholique (puis, ultérieurement, protestante). Élu par la diète de la principauté et vassal du roi de Hongrie qui l'adoube, le monarque transylvain porte initialement le titre slave de voïvode (vajda).
Comme dans les pays voisins, la monarchie transylvaine est élective. Les règnes sont fréquemment brefs et un même voïvode peut être élu plusieurs fois, soit successivement, soit à des moments différents. Il est possible de régner à deux (duumvirat) ou à trois (triumvirat). Certaines familles comptent beaucoup de voïvodes, notamment les Báthory et les Rákóczi.
La plupart des souverains sont magyars et catholiques, mais plusieurs sont d'origine allemande ou roumaine. Les noms de certains monarques se sont perdus.
Cette situation perdure jusqu'à la bataille de Mohács, à la suite de laquelle la Hongrie médiévale s'effondre, permettant à la Transylvanie de devenir indépendante. Les voïvodes deviennent princes et accroissent leur pouvoir. Plusieurs accèdent au trône de Hongrie et l'historiographie hongroise moderne donne à la Transylvanie le nom de « royaume de Hongrie orientale ». La principauté doit cependant verser un tribut à l'Empire ottoman à partir de 1571, tout en continuant à mener une politique complètement indépendante.
À la suite du traité de Karlowitz de 1699, la Transylvanie cesse d'être tributaire des Ottomans, et les Habsbourg deviennent suzerains des princes de Transylvanie. Mihály Apafi est le dernier prince à vivre dans une Transylvanie en paix : en 1701, Léopold Ier l'attire à Vienne et le force à lui céder la principauté contre une pension. Cependant, l'absolutisme des Habsbourg et la Contre-réforme mécontentent la noblesse transylvaine tant catholique que protestante, et la guerre pour l'indépendance éclate en 1703. En 1704, Ferenc Rákóczi, protestant, est élu prince par la diète. Il perd son trône en 1711, à la suite de la victoire définitive des impériaux.
À partir de cette date, Charles VI porte le titre de grand-duc de Transylvanie, qui se transmet héréditairement dans la maison de Habsbourg. Vienne nomme directement des gouverneurs pour administrer la Transylvanie. En 1765, à la suite des protestations de la diète transylvaine, l'intitulé est transformé en grand-prince de Transylvanie, ce qui n'empêche pas l'autonomie de la principauté de diminuer encore, la diète n'étant plus guère qu'une chambre d'enregistrement des décisions impériales.
En 1867, sous le règne de François-Joseph Ier, la grande-principauté de Transylvanie est supprimée, ainsi que toutes ses institutions propres, et rattachée au royaume de Hongrie au sein de l'empire d'Autriche-Hongrie jusqu'en 1918.
En 1930, le titre de « grand-duc d'Alba Iulia » est créé pour le jeune Michel de Roumanie, en tant que prince héritier. Alba Iulia est la capitale de la Transylvanie. Le titre est finalement aboli en 1940, lorsque Michel remplace son père Charles II sur le trône de Roumanie.

## Liste

### Voïvodes
- 1111-1113 : Mercurius
- 1176-1199 : Eustatius Rátót
- 1199-1200 : Legphorios
- 1200 : Éth Geregye
- 1201-1202 : Gyula Kán
- 1213 : Miklós Ier
- 1202-1205 : Benedikt Ier
- 1206-1207 : Szmaragd
- 1208-1209 : Benedikt Ier
- 1209-1212 : Mihály Kacsics
- 1212-1213 : Berthold d'Andechs
- 1213 : Miklós II
- 1214 : Gyula II
- 1215 : Simon
- 1216-1217 : Ipoch
- 1217-1218 : Ráfold
- 1219-1221 : Nevke
- 1221-1222 : Pal
- 1227-1228 : Pusza
- 1229-1231 : Gyula
- 1233-1234 : Denis
- 1235 : András
- 1236-1240 : Pusza
- 1242-1252 : Lorinc
- 1253-1261 : Ernye
- 1263-1264 : László
- 1263-1270 : Miklós II
- 1270-1272 : Mattyas
- 1273-1275 : László
- 1275-1276 : Ugrin
- 1276-1277 : Mattyas II
- 1277 : Miklós III
- 1278-1279 : Fintá
- 1280: István (Étienne) du clan Tekus
- 1281-1282: Lorán (Lorrain)
- 1283 : Ópor
- 1284-1288 : Lorán
- 1289 : Móios
- 1288-1293 : Lorán
- 1294-1315 : László II Kán
- 1315-1318 : Miklós III
- 1318-1321 : Dózsa Debreceny
- 1322-1342 : Thomas Szécsényi
- 1342-1344 : Miklós IV de Siroka (Nicolae din Șireaca)
- 1345-1350 : István II Lackfi (Ștefan Lațcu I en roumain)
- 1351 : Tamás Szécsény (Toma din Seceni)
- 1351-1356 : Miklós V Kont (Nicolae Conta)
- 1356-1359 : Andrei Lațcu (András II Lackfi)
- 1359-1366 : Dionisie Lațcu (Lackfi)
- 1367 : Miklós V Kont (Nicolae Conta)
- 1367-1368 : Nicolae Lațcu (Miklós VI Lackfi)
- 1369-1372 : Imbru Lațcu (Imre Lackfi)
- 1373-1377 : Ștefan Lațcu II (István III Lackfi)
- 1378-1391 : László III Losonczy
- 1392-1393 : Imbru Boboc (Imre Bebek) (en)
- 1394-1396 : Franck Szécsényi
- 1395-1401 : Tibor Stiboriczay
- 1401-1403 : Miklós VII Csáki et Nicolo Marcialli
- 1404-1409 : János (Jean) Tamási et Jakab Lackfi
- 1410-1414 : Tibor Stiboriczay
- 1415-1426 : Miklós VII Csáki
- 1426-1435 : László IV Csáki
- 1436-1437 : László IV Csáki et Péter Cseh
- 1437-1438 : Péter Cseh
- 1439-1440 : Desiderius (Désiré) Losonczy
- 1441 : László V Jacks
- 1441-1446 : Iancu de Hunedoara (János II Hunyadi) et Miklós VIII Ujlaki
- 1446-1448 : Jean Hunyadi (Iancu de Hunedoara, János II Hunyadi), Imre Bebek II (Imbru Boboc en roumain) et Miklós VIII Ujlaki
- 1448-1449 : Iancu de Hunedoara (János II Hunyadi) et Imre Bebek II
- 1450-1457 : Miklós VIII Ujlaki et János Rozgony
- 1458-1460 : Szebastián et János III Rozgony
- 1460-1462 : Szebastián Rozgony et László VI Kanizsai
- 1462-1465 : Miklós VIII Ujlaki et János IV Pongrácz
- 1465-1467 : Zsigmund (Sigismond)I et János V Szentgyörgy avec Berthold Ellerbach
- 1468-1472 : János Pongrácz et Miklós IX Csupor-Monoszló
- 1473-1475 : Blasius Magyaros
- 1476-1477 : János IV Pongrácz
- 1478-1479 : Pierre II Geréb Vingardy
- 1479-1493 : Étienne Báthory
- 1493-1495 : László VII Losonczi et Bartolomeus Drágfi
- 1496-1499 : Bartolomeus Drágfi
- 1499-1510 : Pierre III Zentgyörgy
- 1510-1540 : Jean Ier Zapolyai, prince de Transylvanie et également roi de Hongrie.
- 1530-1534 : Étienne Báthory.
- 1534-1540 : Étienne Maylád.
- 1536-1540 : Imre Balassa.
- 1540-1570 : Jean II Zapolyai, prince de Transylvanie et également roi de Hongrie.
- 1551 : Georges Martinuzzi d'abord régent du précédent.
- 1552-1553 : André Báthory.
- 1553–1556 : Étienne Dobó et François Kendi, conjointement.

### Princes (1570-1711)
- 1570-1571 : Jean II Zapolyai, anciennement roi de Hongrie.
  - 1571-1576 : Étienne Báthory, en tant que voïvode  de Transylvanie.
- 1576-1586 : Étienne Ier Báthory, également roi de Pologne. 
  - 1576-1581 : Christophe Báthory, en tant que voïvode  de Transylvanie.
  - 1581-1586 : Sigismond Báthory, en tant que voïvode  de Transylvanie.
- 1586-1599 : Sigismond Ier Báthory, neveu d'Étienne et fils de Christophe.
- 1599 : André Ier Báthory, également cardinal.
- 1599-1600 : Michel Ier de Valachie, également voïvode de Valachie (1593-1600) et de Moldavie (1600).
- 1600-1602 : Sigismond Ier Báthory, second règne.
- 1602-1603 : Moïse Székely.
- 1605-1606 : Étienne II Bocskai.
- 1607-1608 : Sigismond II Rákóczi.
- 1608-1613 : Gabriel Ier Báthory.
- 1613-1629 : Gabriel II Bethlen, également roi de Hongrie à partir de 1620.
- 1629-1630 : Catherine de Brandebourg, veuve du précédent.
- 1630 : Étienne III Bethlen, beau-frère de la précédente.
- 1630-1648 : Georges Ier Rákóczi, fils de Sigismond Rákóczi.
- 1648-1657 : Georges II Rákóczi, fils du précédent
- 1657-1658 : François Ier Rhédey.
- 1658-1660 : Akos Barcsay, candidat des Ottomans, élu contre Georges Rákóczi.
- 1661-1662 : Jean III Kemény.
- 1661-1690 : Michel II Apafi.
- 1691-1699 : Michel III Apafi, fils du précédent.
- 1699-1704 : Léopold Ier de Habsbourg, également empereur germanique.
- 1704-1711 : François II Rákóczi, chef de l'insurrection hongroise contre les Habsbourg et dernier prince hongrois avant les Habsbourg.

### Grands-ducs (1711-1760)
- 1711-1740 : Charles Ier, second monarque de la maison de Habsbourg.
- 1740-1765 : Marie-Thérèse Ire, fille du précédent.

### Grands-princes (1765-1867)
- 1765-1790 : Joseph Ier, fils de la précédente.
- 1790-1792 : Léopold II, frère du précédent.
- 1792-1835 : François III, fils du précédent.
- 1835-1848 : Ferdinand Ier, fils du précédent.
- 1848-1867 : François-Joseph Ier, neveu du précédent et dernier monarque de Transylvanie.